# Gilbert Giboin
Gilbert Giboin est un maître écrivain, un écrivain et un musicien français du premier quart du XVIIe siècle, actif à Orléans et Moulins.

## Biographie
Il serait né à Montargis et mort en 1618, mais cette date paraît anticipée compte tenu des dates de ses œuvres imprimées. Aucun élément plus concret n'est connu sur sa biographie, hormis ceux qui apparaissent dans le titre de ses œuvres (voir ci-dessous). Fétis le cite comme organiste à Orléans au début du siècle, et comme un très habile joueur de harpe ; vers 1618, il aurait réuni autour de lui une sorte d'académie focalisée sur les instruments à cordes pincées (luth, guitare, harpe...).
Le titre de sa Tragécomédie publiée en 1619, le désigne comme « harpeur, arithméticien et maistre escrivain en la ville de Molins en Bourbonnois » (Moulins, dans le Bourbonnais). Cette multiplicité de talents peut amener à supposer qu'il ait été en fait précepteur, tel Jacques Cellier, actif à Reims à la même époque.

## Œuvres

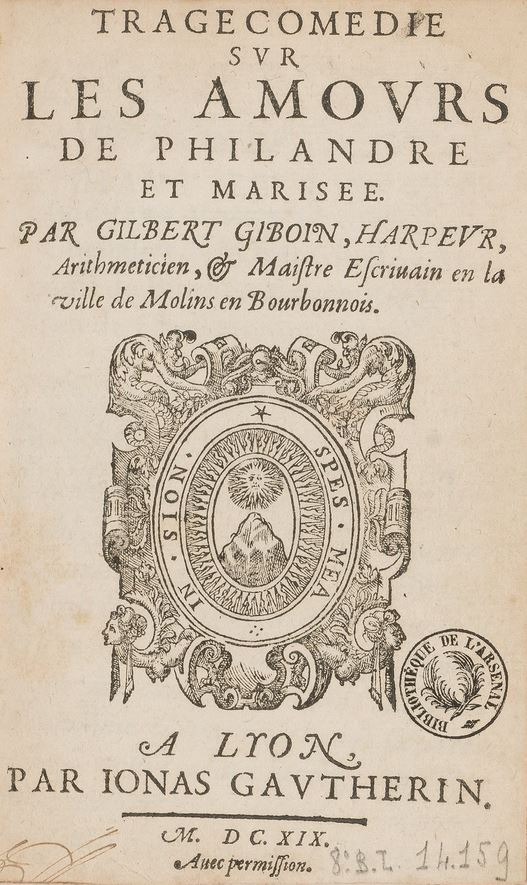
Page de titre des Amours de Philandre et Marisée (Lyon : 1619). Paris, Bibl. de l'Arsenal

.
- Tragécomedie[3] sur les Amours de Philandre et Marisée. Par Gilbert Giboin, harpeur, arithmeticien, & maistre escrivain en la ville de Molins en Bourbonnois. Lyon : Jonas Gautherin, 1619. 8°, 95-[1] p. Paris Ars. : 8 BL 14159. Numérisé sur Gallica. Cf. Cioranescu t. 2 n° 32981. Œuvre dédiée à l'écrivain Honoré d'Urfé, avec dans les pièces liminaires des stances de Michel Antoine Gaigneu dédiées à l'auteur.

L'argument de cette pièce a été publié en deux feuillets 8° chez le même imprimeur (Paris Ars. : GD 18502). Il précise qu'elle est « en 5 actes, en vers, avec des chœurs » (quatre en tout). Voir par exemple aux p. 18-20 : « Le Chœur » : « La destinée est invisible / Et si fait paroistre ses faicts ... ». La musique de ces chœurs n'est pas notée et est perdue.
Le titre de l'œuvre aurait pu être repris du roman homonyme d'Antoine de Nervèze, paru à Marseille en 1598, ou être inspiré par Le Philandre, poème pastoral de François Maynard publié en 1619.
- Chansons de printemps avec les airs nouveaux et la basse. Paris : Pierre I Ballard, 1622. 4° obl.

Édition perdue, qui n'est pas encore assurée dans la mesure où elle n'est citée que par Fétis. Cf. Guillo 2003 n° 1622-H.
- Alexandre, ou Les Amours du Seigneur, tragi-comédie en 5 actes, Troyes, imprimée en 1619, in-8° [4]. Aucun exemplaire localisé actuellement.